# Luka Šebetić
Luka Šebetić (Bjelovar, 26 de mayo de 1994) es un jugador de balonmano croata que juega como lateral derecho en el TSV GWD Minden y en la selección de balonmano de Croacia.
Su primer campeonato con la selección fue el Campeonato Europeo de Balonmano Masculino de 2016 en el que logró la medalla de bronce con su selección.

## Palmarés

### RK Zagreb
- Liga de Croacia de balonmano (7): 2011, 2012, 2013, 2014, 2015, 2016, 2017
- Copa de Croacia de balonmano (7): 2011, 2012, 2013, 2014, 2015, 2016, 2017
- Liga SEHA (1): 2013

## Clubes
- RK Zagreb (2010-2017)
- Tremblay-en-France Handball (2017-2021)
- Motor Zaporiyia (2021-2022)
- Club Balonmano Nava (2022)[3]
- TSV GWD Minden (2022- )